# George Silk

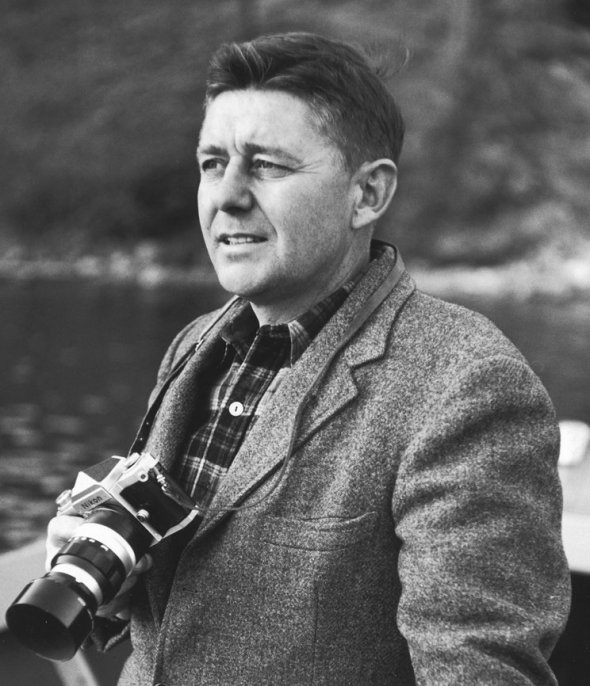
George Silk

George Silk (* 17. November 1916 in Levin, Neuseeland; † 23. Oktober 2004 in Norwalk, Connecticut, USA) war ein amerikanischer Kriegs- und Sportfotograf neuseeländischer Herkunft, der als Autodidakt der Pressefotografie neue technische und bildästhetische Möglichkeiten erschloss.

## Leben

### Jugend

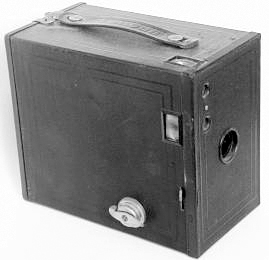
Kodak-Boxkamera

Als Sohn des Schreiners Stewart Silk und seiner Frau Jane wurde George im ländlichen Levin auf der Nordinsel Neuseelands geboren. Wenige Jahre später zog die Familie in die Metropole Auckland.
Dort machte George an der Auckland Grammar School seinen Abschluss. Bereits als Jugendlicher war das Fotografieren zu seinem Hobby geworden. Seine ältere Schwester Shelly hatte dem 16-Jährigen eine der legendären Kodak-Boxkameras geschenkt, mit der er laut eigenen Worten völlig frei von klassischen Vorbildern in Belichtungs- und Bildtechnik sowie der Filmentwicklung experimentierte. Doch dachte er nicht direkt daran, daraus einen regelrechten Beruf zu machen. Seine fotografischen Kenntnisse empfahlen ihn zumindest seinem ersten Arbeitgeber.
So arbeitete er zunächst als Auszubildender, danach von 1934 bis 1939 als Angestellter in einem Fotofachgeschäft in Auckland. Sein Arbeitgeber ermunterte ihn, in Anerkennung seines Talents, die kompakten Kameras, die in seinem Geschäft angeboten wurden, auszuprobieren – darunter Rolleiflex, Contax und, ebenfalls in Deutschland produziert, Leica. Als begeisterter Sportler, der auch stets eine Kamera zum Fischen, zu Segelwettkämpfen, zum Skifahren oder Bergsteigen mitnahm, legte er somit den Grundstein für seine spätere Tätigkeit als professioneller Sportfotograf.
Wie bei vielen anderen jungen Fotografen brachte der Zweite Weltkrieg eine Wendung in seinen Lebenslauf, die er jedoch selbst aktiv herbeiführte. Seinen eigenen Worten zufolge wollte er sich zwar dem Kriegsdienst nicht entziehen, hatte aber eine Aversion gegenüber Schusswaffen.

„The only way I could go to war (…), was to photograph it. And indeed it was important someone should photograph it. Instinctively I had developed the documentary sense. I had been following documentary movies and had made some documentary films.“

### Vom Amateur- zum Kriegsfotografen

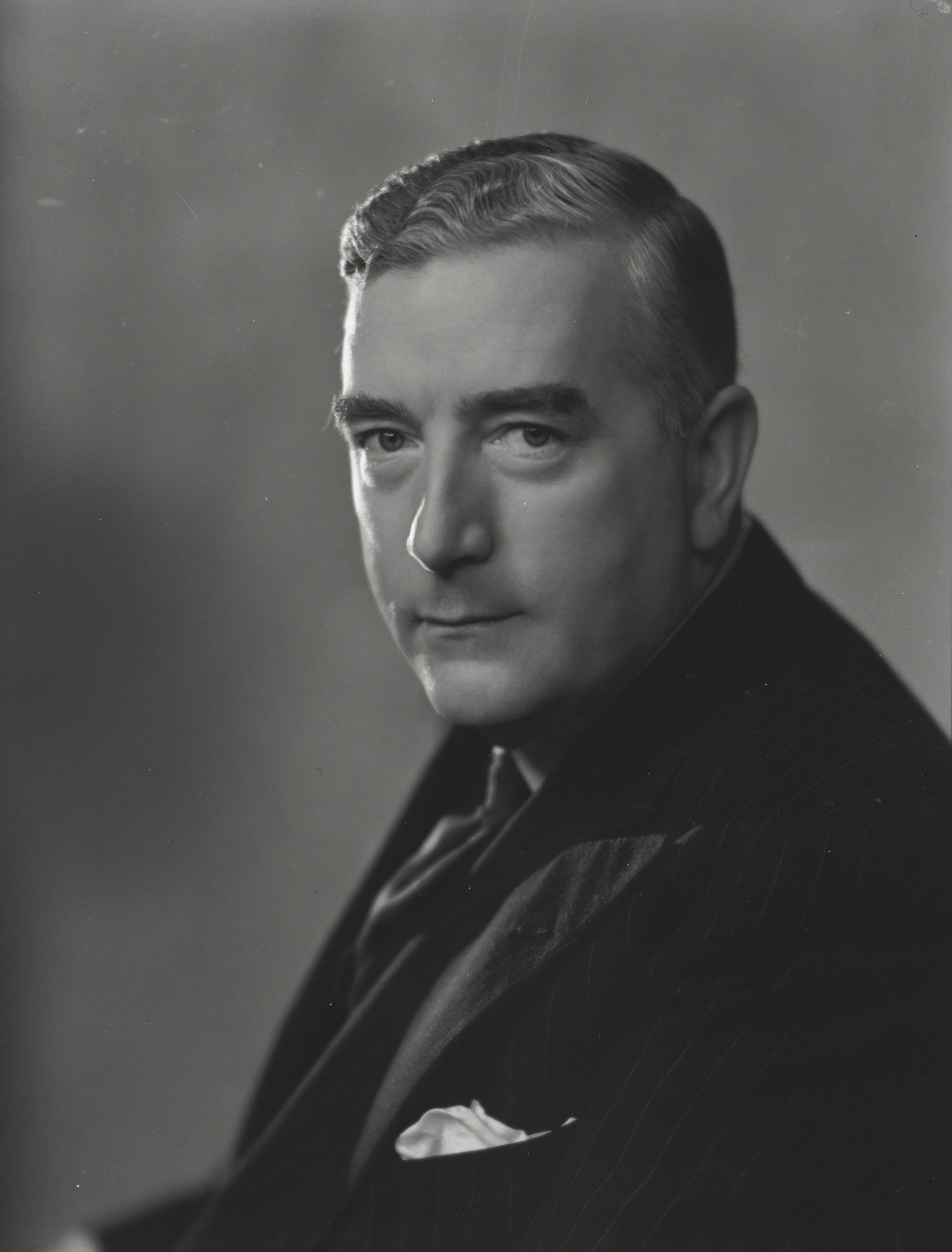
Robert Gordon Menzies

Private George „Dick“ Whittington wird vom Papua Raphael Oimbari ins Lazarett geführt, Dezember 1942

Zunächst versuchte er sich beim neuseeländischen Rekrutierungsbüro. Doch das knappe Versprechen, „unterschreiben sie hier und morgen werden sie Fotograf sein“, führte bei ihm eher zu Misstrauen.
Entschlossen klemmte er sich 1939 die Portfoliomappe seiner besten Sportaufnahmen unter den Arm und reiste nach Australien. Wenn alles andere fehlgeschlagen wäre, hätte er sogar den Beitritt in die reguläre Australian Imperial Force (AIF) erwogen. Nachdem er drei Wochen zaudernd durch Sydney gezogen war, fuhr er in die Hauptstadt Canberra und zog direkt vor das Büro des Premierministers. Vom Privatsekretär Robert Gordon Menzies empfangen, entschied dieser sich, das Album seinem Chef vorzulegen. Menzies legte seinerseits die Bilder seinen Kabinettsmitgliedern vor und instruierte den Sekretär alles Weitere zu veranlassen. Zu seiner eigenen Überraschung stellte man George Silk daraufhin unverzüglich als einen der offiziellen Kriegsfotografen ein. Mit einem Ticket nach Melbourne ausgestattet, traf er dort John Maplestone, den Leiter der Film Division of the Department of Information, den sogenannten Cinema Branch des Außenministeriums. Maplestone ließ ihn mit einer Uniform und weiteren Instruktionen innerhalb eines Briefings ausstatten. Schon kurze Zeit später reiste er auf einem Dampfer in Richtung des Nahen Ostens. Die Verantwortlichen hatten wohl erkannt, dass ihnen sein Talent bei der Einschätzung des Timings und Risikos, was ihm schon in seinem ursprünglichen Metier Vorteile gebracht hatte, gute Dienste bei der Propaganda und üblichen Berichterstattung leisten könnte.
Sein dortiger Vorgesetzter und spätere Freund war der vier Jahre ältere Kameramann Damien Parer, der bereits auf eine Karriere als Standfotograf und Kameramann bei kommerziellen und Dokumentarproduktionen zurückblicken konnte. Durch Parer sind die Inhalte des Briefings überliefert, die ihr oberster Chef ihnen auf den Weg mitgab:
1. To build a true picture of the Australian soldier in movie and stills.
2. To make good movie single reelers (1 to 10 minutes) showing cause and affect [sic]. Something after March of Time idea why we are here and what we are doing in the long rang perspective as it affects us in Australia.
3. To keep newspapers and newsreels supplied with really hot spectacular news.[2]

Auch aus den Filmen selbst wurden nach der damaligen Praxis „Standfotografien“ heraus für die Zeitungen verwendet, wie auch Standfotos, die Silk machte, in den Wochenschauberichten dazwischen geschnitten wurden.
Die technische Ausstattung, die Parer eingekauft hatte, bestand aus Newman-Sinclair-Filmkameras, einer Graflex und 35-mm-Contaxgehäusen, die Silk mit Weitwinkel- und Teleobjektiven einsetzte. Nachdem beide die militärische Grundausbildung des AIF abgeschlossen hatten, entwickelten sie eine enge Zusammenarbeit bei den Filmaufnahmen und Standfotografien, die für die moderne Kriegsfotografie vorbildlich sein sollte.

Super D Graflex

Während dieses ersten Feldzugs kamen beiden kaum nahe genug an die Frontlinie, aber schon hier gelang ihnen eine Reihe von ungestellten Momentaufnahmen, die in der Heimat auf ein positives Echo stießen. Nach Monaten der Ausbildung und der Etappe fanden sie sich in einem Wüsten-Stellungskrieg wieder, der unentschieden hunderte von Meilen hin und her brandete, ohne ihnen entscheidende Möglichkeiten zu geben. Wenigstens Parer hatte Gelegenheit, einige aufsehenerregende Aufnahmen von Bombenangriffen zu machen und arbeitete erstmals mit dem ABC-Berichterstatter Chester Wilmot zusammen, als sie eine Titelstory über die Belagerung von Tobruk produzierten.
Nach einigen Monaten entwickelte sich der sonst zuverlässige Silk im Positiven Sinne zu einem wahren Unglücksraben („accident-prone“). Als er mit seinem LKW fahrlässig den Kurs wechselte, fand er sich inmitten der Offensive „Crusader“ und der Panzerschlacht von Sidi Rezegh wieder, also mitten im Kampfgeschehen.
Sowohl Parer als auch Silk lagen sich häufig mit dem neuen Chef ihrer Einheit in den Haaren. Captain Frank Hurley, ein Kameraveteran des Ersten Weltkrieges hatte Silks Ansicht nach überhaupt kein Verständnis dafür, welche Möglichkeiten die Kompaktkameras der Berichterstattung boten. Die jungen Kameraleute verabscheuten den Hang Hurleys zu gestellten Aufnahmen und bevorzugten authentische Fotos. Neil McDonald räumte ein, dass ihre Ablehnung Hurley gegenüber ein wenig hart gewesen sei. Dieser sei mit Mitte 50 wohl auch um ihre Sicherheit besorgt gewesen. Andererseits hätten Silk und Parer vollkommen zu Recht die Effektivität der kleineren Kameras betont.
Das wirkliche Ausmaß der Gefahren zeigte sich für Parer wie auch für Silk erst, als Spezialeinheiten des Afrikakorps Erwin Rommels beide vorübergehend gefangen nehmen konnten. Nach zehn Tagen gelang ihnen die Flucht.
Als man beide später als Team im heftig umkämpften Neuguinea einsetzte, waren beide technisch ausgereifte Kriegsfotografen. Dort sollte Silk im Dezember 1942 nach dem 300-Meilen-Gewaltmarsch des Kokoda Trails sein „Meisterstück“ gelingen. Auf einem Feldpfad lichtete er einen geblendeten australischen Soldaten mit Gehstock ab, der von einem Papua an der Hand geführt wird. Das vom Bildaufbau her schlichte, aber einwandfreie Bild hatte eine derart humanitäre und Rassengrenzen überwindende Botschaft, dass das zunächst zensierte Bild die Aufmerksamkeit der Macher des Life-Magazins auf sich zog. Bald darauf engagierte dessen Chefredakteur Wilson Hicks den Neuseeländer und veröffentlichten seine Fotografie des verwundeten Soldaten zum ersten Mal am 8. März 1943. Der dargestellte Soldat selbst, der seine ursprünglichen Verletzungen auskuriert hatte, starb einige Wochen vor der Veröffentlichung in einem Lazarett an Typhus, wurde aber seitdem zu einer Ikone im Kampf der Australier und Neuseeländer gegen Japan hochstilisiert: Wenig später diente das Bild beispielsweise als Frontispiz im Buch The War in New Guinea: Official war photographs of the Battle for Australia, das im Mai des gleichen Jahres in Sydney herausgegeben wurde.

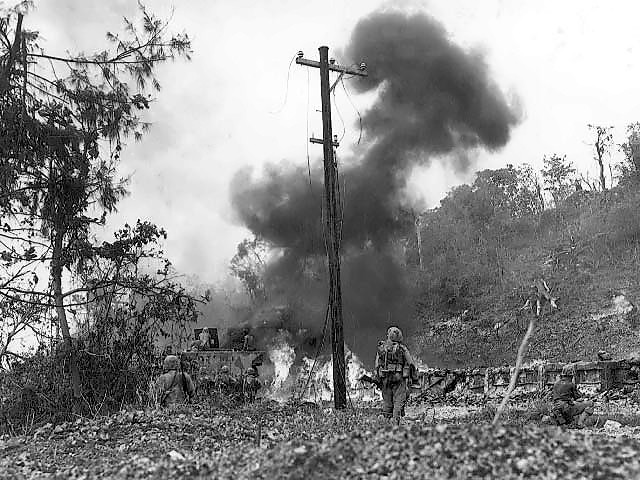
Kampfhandlungen auf Peleliu

Der Wechsel Silks zu dem US-amerikanischen Magazin geschah insbesondere aus drei Gründen: Nach den Kämpfen bei Buna in Papua-Neuguinea war er schwer an Malaria erkrankt und wollte schnellstmöglich aus den Tropen herauskommen, die anfängliche Zensur hatte ihn verbittert und die Bezahlung für seine Tätigkeit, die über den normalen Wehrdienst hinausging, entsprach nicht den vereinbarten Modalitäten. Parer, der zwischenzeitlich schwer an der Ruhr erkrankt war, hatte nach seiner Genesung ebenfalls Auseinandersetzungen mit den Behörden um Bezahlung und Bildrechte, sodass er nach einigem Hin und Her doch ein Angebot der Paramount News annehmen konnte. Als die Verhandlungen noch andauerten, wurde Parer am 16. September 1944 bei der Landung der US-Truppen auf Peleliu getötet. Er hatte einen Panzer als Deckung benutzt und wollte zurückgehen, um die Gesichter der voranmarschierenden Marines zu filmen, als ein japanischer MG-Heckenschütze das Feuer auf ihn eröffnete. Sein Freund und Kollege Silk sollte jedoch den Krieg überstehen.

### Kriegsberichterstatter für Life
Bereits Silks Aufnahme einer trächtigen Kuh im Gegenlicht, die man im Februar veröffentlichte, hatte die Redakteure von „Life“ hellhörig gemacht. Denn sie erinnerte es wie George an den populären Walt-Disney-Cartoon Ferdinand, der Stier.
In der Folge setzte man Silk während des Krieges an allen Fronten ein, sodass er nach den Einsätzen für die australische Regierung in Nordafrika, dem Nahen Osten, Griechenland und Kreta nun auch für „Life“ in Europa, Japan und China tätig wurde.
Nur wenige Kriegsfotografen jener Zeit waren an dermaßen vielen Orten eingesetzt worden und überlebten diese gefährliche Arbeit.

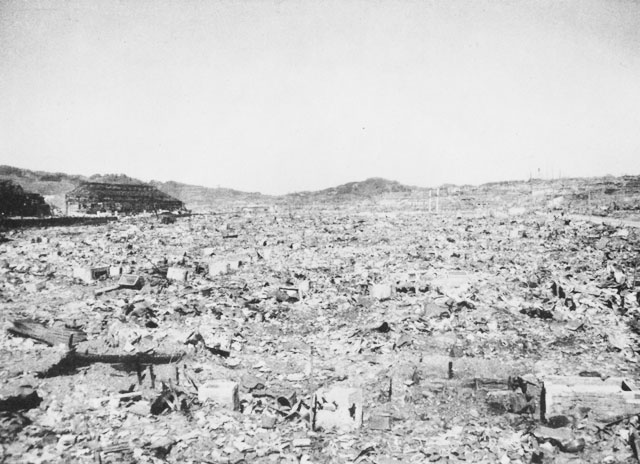
Nagasaki nach dem Atombombenangriff

Ihm wird die erste Aufnahme eines getöteten amerikanischen Soldaten zugeschrieben, den er auf einem Ponton-Übergang über die Rur ablichtete. Dies führte in den USA zwar zur heftigen Irritationen, hatte aber im Vergleich zum Einsatz der Amerikaner in Somalia keine politischen Folgen. In Südfrankreich war er der einzige Überlebende beim Absturz eines militärischen Transport-Gleiters. Auf dem deutschen Kriegsschauplatz erlitt er Verletzungen durch einen Granatsplitter bei einer Flussüberquerung und als unfreiwilligen „Höhepunkt“ seiner Laufbahn kann man den Umstand betrachten, dass er als einer der ersten Fotografen in der von der Atombombe zerstörten japanischen Stadt Nagasaki arbeitete.
Den Worten seiner Tochter Georgina Silk zufolge dachte der damals 23-Jährige zu Anfang seiner Arbeit naiverweise, dass er mit seinen Aufnahmen der Öffentlichkeit den Horror des Krieges vor Augen führen könne. Somit wollte er weitere Kriege nach Möglichkeit verhindern.
Silk arbeitete auch nach dem Krieg insgesamt 30 Jahre, bis zur Einstellung des Magazins als Wochenzeitschrift 1973, als festangestellter Fotograf für seinen amerikanischen Arbeitgeber. Daneben arbeitete Silk auch für andere Magazine als freier Mitarbeiter. So erschienen zahlreiche seiner Werke auch in „Sports Illustrated“.

### Rückkehr zur Sportfotografie
Nach Ende des Zweiten Weltkrieges empfand Silk, der sich zuvor bald heimischer in den Schützengräben der Schlachtfelder denn im Zivilleben fühlte, zunächst eine ungewisse Leere. 1947 verlegte er seinen Wohnsitz in die Vereinigten Staaten und erlangte auch die amerikanische Staatsbürgerschaft. Im gleichen Jahr heiratete er Margery Gray Schieber. Von nun an lebten sie in Westport's Owenoke Park, in der Nähe von Compo Beach, wo beide ihr gemeinsames lebenslanges Hobby, das Sportsegeln betrieben.
Bewegt durch die Kriegserlebnisse gelang es ihm jedoch von den militärischen Konflikten abgezogen zu werden, da er als begabter Sportfotograf sich bereits zuvor Meriten verdient hatte. Nun wurde er zu einem der besten optischen Berichterstatter für jede Art von Abenteuerreportage, sportliche oder andere Events wie die Oscarverleihung, politische Ereignisse wie den US-Wahlkampf. Seine Bilder der Olympischen Spiele, des America’s Cup oder auch „einfache“ Kinderporträts galten in den 1950er und 1960er-Jahren sowohl von der Bildidee als originell wie vorbildlich in ästhetischer Hinsicht.
Besondere Leistungen vollbrachte Silk auch bei Abenteuerreportagen. Im Verlauf einer Polarexpedition der US Air Force war er 1952 der einzige Fotograf, der bei der Installation einer Wetterbeobachtungsstation rund 160 km vom Nordpol entfernt im Auftrag von Life dabei sein durfte. Um die entsprechenden Aufnahmen machen zu können, waren bei −60 Grad Celsius sowohl Silk als auch sein Material gefordert. Zwölf Kameragehäuse froren dabei ein.

### Technik
George Silk war dabei bekannt für seine technischen Innovationen. So montierte er Kameras auf Surfbretter, Ski oder die Spitze eines Schiffmasts, um den dramatischen Effekt zu erhöhen. Dadurch geriet die Kamera in Positionen, in welche der Fotograf nie gelangt wäre, legte John Loengard, ein ehemaliger Bildredakteur von Life, dar.
„George became a great sports photographer by looking at sports from wholly new angles,“ („George wurde ein großartiger Sportfotograf, indem er den Sport aus vollständig neuen Blickwinkeln betrachtete“) meinte Silks Freud und früherer Chefredakteur Philip Kunhardt.
Der gebürtige Neuseeländer gilt auch als Erfinder der von ihm sogenannten „strip camera“, bei der er mit Hilfe eines aufziehbaren Motors eines alten Schallplattenspielers einen Vorläufer der heutigen Rennbahn-Fotofinish-Kameras entwickelte. Bei seinem Modell bewegte sich der zu belichtende Film an der offenen Blende vorbei, was die dargestellten Objekte merkwürdig, wie beim Astigmatismus, in die Länge verzerrte und unscharf darstellte, um das Gefühl der Geschwindigkeit und Bewegung noch zu betonen. Erstmals setzte er diese Technik beim Kentucky Derby 1958 ein, doch fanden diese Aufnahmen außerhalb Amerikas kaum Beachtung. Somit waren die Bilder, die er beim Hürdensprint und anderen Leichtathletik-Wettkämpfen der US-Vorausscheidungen zu den Olympischen Sommerspielen 1960 in Rom machte, der Grundstein, der ihm das kollektive Gedächtnis der Sportfans sicherte. Doch benutzte er diese Technik selbst, um die Dynamik seiner Halloween feiernden Kinder und deren Spielkameraden in Szene zu setzen.
Außerdem experimentierte er mit Hochgeschwindigkeits-Blitzgeräten, Panoramakameras, hohen Blendenzahlen und Verschlusszeiten. Man kann ihn auch als einen Vorbereiter der „Trapp-Kamera“ ansehen. Um Naturfotografien zu machen, platzierte er eine Kamera in eine Glasbox in einen Bach bei einem Wildwechsel in Montana. Etwas entfernt harrte er in der Deckung aus, bis nach einer Woche ein Hirsch und eine Forelle ins Blickfeld gerieten, und löste per Fernsteuerung die Aufnahme aus. Verbesserte Methoden dieses Verfahrens, das noch die persönliche Anwesenheit des Beobachters erforderte, dienen heute der Biologie und Zoologie bei der Erforschung seltener Tierarten in entlegenen Gebieten.

### Herausragende Werke
Als zwei seiner besten Bilder dieser Schaffens-Periode betrachten die Kenner der Szene sein „Perfect ten point landing“ (1962), das dynamische Bild einer eintauchenden Turmspringerin, und seinen mehr abstrakten Eindruck eines Kopf-an-Kopf-Rennens beim Ausscheidungsrennen der australischen Herausforderer-Yacht „Gretel“ zum America’s Cup aus dem gleichen Jahr.
Das Bild der World Series 1960 ist ein gutes Beispiel dafür, wie Silk sich einem sportlichen Ereignis annähern konnte. Als Neuseeländer war ihm selbst nach 13 Jahren in den Staaten Baseball einigermaßen fremd geblieben. Allerdings hatte er eine natürliche Abneigung gegenüber Menschenmengen und Sportstadien, da er selbst den Lärm hasste, was ihm dort die Arbeit fast unmöglich machte: „I hated stadiums and I couldn’t work with all that noise in my ears.“ Doch fand er eine bis dahin ungewöhnliche Lösung. Weit über dem Stadion, auf dem Dach der „Cathedral of Learning“ der Universität von Pittsburgh lichtete er das Spiel der New York Yankees gegen die Pittsburgh Pirates ab. Im Vordergrund sah man einige Schaulustige, die das Endspiel ebenfalls aus der Ferne betrachteten, wodurch George mit dieser nur scheinbar distanzierenden Perspektive das Ereignis in eine neue Wertigkeit rückte. Denn ausgerechnet in jenem Moment spitzte sich unten das Spiel bei Gleichstand zu, als der Spieler der Pirates, Bill Mazeroski, einen viel beachteten und entscheidenden Home Run schaffte. Andere Fotografen hätten nun ein Bild präsentieren können, das Mazeroski triumphierend beim Umrunden der Bases oder sein ihn feierndes Team verewigt hätten. Doch Silks Gespür für Dynamik und Sport lag nicht unbedingt darin, den einzelnen Sportler als „Helden“ zu versinnbildlichen. Ihm ging es darum die Quintessenz der jeweiligen Sportart und deren Bewegungsgefühl für die Nachwelt festzuhalten. Heute gilt das Bild als eines der herausragendsten Bilddokumente des amerikanischen Baseballs und ist ein beliebtes Poster-Motiv. Somit fand Silks Betrachtungsweise, die nicht immer dem ungeteilten Beifall seiner Auftraggeber begegnete, ihre zeitlose Gültigkeit bestätigt.

### Ehrungen
Während seiner langen Karriere verlieh man dem Neuseeländer zahlreiche Preise, wie den renommierten „Magazine Photographer of the Year“ durch die National Press Photographers Association, die Universität von Missouri bzw. deren Journalismuslehrstuhl und die World Book Encyclopedia in vier aufeinander folgenden Jahren und erhielt eine Ehrung des New York Art Directors Club. Die Jahre zwischen 1960 und 1964 wurden als die erfolgreichsten seiner Arbeit betrachtet. Seine Werke sind in zahlreichen Galerien und Museen auf der ganzen Welt zu finden.

### Tod
Im Alter von 87 Jahren starb George Silk am 23. Oktober 2004 in der Nähe seines Wohnorts im Hospital von Norwalk, Connecticut, an den Folgen einer Herzkranzverengung. In seinen letzten Lebensjahren war er bereits stark gesundheitlich beeinträchtigt. Er hinterließ seine Frau Margery, die Töchter Georgina und Shelly, seinen Sohn Stuart, acht Enkel und seinen Bruder Ivan.

## Würdigung
In den Kreisen der Fotografen spricht man bezüglich des Sportsujets von einer Symbiose bzw. Poesie zwischen der körperlichen Disziplin und dem menschlichen Streben nach Vollkommenheit. Aus dieser Perspektive betrachtet war Silk der Sportfotograf schlechthin. Bekannt für seine scheinbaren Weitwinkelaufnahmen und Hightech-Fotoapparate machte er in seinem Metier neue ästhetische Ansprüche geltend. Dabei war er bestrebt, stets den Betrachter in sein Bild miteinzubeziehen, der sich dabei oft die Frage nach der technischen Umsetzung stellte.
Wie Silk selbst sagte, liebte er es selbst beteiligt am Bildereignis zu sein und wollte dies auch erfolgreich dem Betrachter vermitteln: „I liked being a participant in things I photographed.“
In seinem Todesjahr erneuerte man in Sydney ihm zu Ehren eine Fotoausstellung aus dem Jahr 2000, die von der Time Incorporated New York und der Firma Nikon finanziell unterstützt wurde. Die Ausstellungsstücke wurde dazu von der „National Gallery of Australia“, der „Life Gallery“ und der „George Silk Gallery“ zur Verfügung gestellt.
Nach dem Urteil John Loengards war Silk kein „Operator“, also Regisseur des Krieges. Robert Capa und Margaret Bourke-White hingegen waren „Operators“. Sie sahen das „große“ Bild und machten es in ihrer Inszenierung zu „ihrem Krieg“. Doch George wollte nur hartnäckig „dabei sein, überwand seine Ängste und zeigte den Leuten wie der Krieg wirklich war.“ (Loengard)

## Sonstiges
George Silk war in der Fachszene für seinen Humor berüchtigt. Im Dezember 1972 weilte er in Nepal, um eine Fotostrecke über Sportplätze im Himalaya-Gebiet abzulichten, als ihn neue Nachrichten seines Auftraggebers erreichten. Dem Jubiläumsband That Was the Life (1977) zufolge telefonierte Silk mit verzerrter Stimme zurück: „Eure Botschaft wurde nur verstümmelt übermittelt. Bitte sendet mir 1,5 Millionen Dollar für zusätzliche Ausgaben.“
Selbst im hohen Alter fertigte er noch Standfotos für den oscarprämierten Film A Beautiful Mind mit Russell Crowe an, was in gewisser Weise eine Reminiszenz an seine Anfänge als Fotograf war, da man ihn einst als „still photographer“, also Standbildfotografen, für den Dokumentarfilm in Australien eingestellt hatte. Regisseur Harold Ramis dankte ihm außerdem im Abspann seines Films Reine Nervensache. In welcher Funktion er bei dem Film mitgewirkt hatte, ist nicht überliefert.

## Zitate
- „George was superbly versatile – he was at ease with every subject, technical or human (…). He was also lovably cantankerous, a larger than life character who would break into «Waltzing Matilda» with only the slightest excuse.“ (Barbara Baker Burrows, Bildredakteurin, Life) (deutsch: „George war herrlich vielseitig – er war vertraut mit jedem Ding, ob es nun technischer oder menschlicher Natur war. (…) Außerdem war er auf eine entwaffnende Weise konfliktfreudig, eine überschäumende Persönlichkeit, die selbst unter dem fadenscheinigsten Vorwand anfing, «Waltzing Matilda» zu singen.“)[4]
- „I left school when I was 14. I had no knowledge of the classics or how painters used light and things like that. Mayby it was already in me.“[11]

## Hauptwerke (Auswahl)
- My favourite cow. Spring in New Zealand, 1942[12]
- Private George “Dick” Whittington leading by Raphael Oimbari, Neuguinea, 1942
- Sweden's Olympic high-jumper, Gunhild Larking, Melbourne, 1956[13]
- Hammer thrower, U.S. track team Olympic tryouts, Palo Alto, California, 1960[14]
- My Children and their friends dressed in Halloween costumes, 1960[15]
- World Series, Pittsburgh, 1960
- Fawn and rainbow trout, tributary of the Madison River, Montana, 1961[16]
- 'Perfect ten point landing', Kathy Flicker, Dillon Gym Pool, Princeton University, 1962[17]
- Gretel and Weatherly, off Newport, America’s Cup trials, 1962[18]

### Artikel
- Vogelorientierung: Rätsel am Himmel. In: Geo-Magazin. Hamburg 1979,10, S. 90–106. Bilder zum Bericht von Uta Henschel. ISSN 0342-8311